# Natsu No Daisankakkei
Natsu No Daisankakkei é um single da banda japonesa Nico Touches the Walls, lançado em 16 de maio de 2012. O single virá em três versões: CD, CD+DVD e CD+ 2 DVD's..

## Promoção
A canção foi apresentada ao vivo pela primeira vez no "Tour Humania" em Chiba no dia 20 de março de 2012. No dia 21 de março a música foi aberta para download através do site Chaku Uta.

## Desempenho comercial
Alcançou a 16ª posição na Oricon Albums Chart e ficou na parada por cinco semanas.

## Faixas
CD
1. "Natsu no Daisankakkei"
2. "Yūdachi māchi"
3. "Rappa to musume"
4. "Natsu no Daisankakkei" (instrumental)
5. "Yūdachi māchi"(instrumental)

DVD
1. "Natsu no Daisankakkei" (Live version)（3/20@幕張公演）
2. "CM documentary